# Jennifer Lynn Barnes
Jennifer Lynn Barnes (Oklahoma, 19 oktober 1984) is een Amerikaanse young adult-auteur. 
Barnes' bekendste werken zijn de boekenreeksen The Inheritance Games en The Naturals. Het eerste boek in de "'The Inheritance Games'"-serie is een bestseller en populair op BookTok. Wereldwijd verkocht Barnes meer dan 4 miljoen exemplaren van dit boek. Het is ook vertaald naar verschillende talen, waaronder Nederlands, Frans, Koreaans, Grieks en Turks.
Begin 2024 telt haar bibliografie 24 boeken. 

### Golden-serie
- Platinum (2007)
- Golden (2006) (nl: Goud)

### Tattoo(Bailey Morgan-serie)
- Fate (2008)
- Tattoo (2007) (nl: Tattoo)

### The Squad-serie
- Killer Spirit (2008)
- Perfect Cover (2008)

### Raised by Wolves-serie
- Taken by Storm (2012)
- Trial by Fire (2011)
- Sweet Sixteen (kort verhaal, 2015)
- Raised by Wolves (2010)

### The Naturals-serie
- Bad Blood (2016)
- Twelve (2017)
- All In (2015)
- Killer Instinct (2014)
- The Naturals (2013)

### The Fixer-serie
- The Long Game (2016) (nl: Hoog verraad)
- The Fixer (2015) (nl: De fixer)

### Debutantes-serie
- Deadly Little Scandals (2019)
- Little White Lies (2018)

### The Inheritance Games-serie
- Games Untold (2024)
- The Grandest Games (2024) (nl. Het ultieme spel)
- The Brothers Hawthorne (2023) (nl: De Hawthorne-broers)
- The Final Gambit (2022) (nl: De laatste zet)
- The Hawthorne Legacy (2021) (nl:De verloren erfgenaam)
- The Inheritance Games (2020) (nl: De erfenis)

### Boeken die geen deel uitmaken van een boekenreeks
- The Lovely and the Lost (2019)
- Nobody (2013)
- Every Other Day (2011)